# San Carlo (San Vincenzo)
San Carlo è una frazione del comune italiano di San Vincenzo, nella provincia di Livorno, in Toscana.

## Geografia fisica
San Carlo è una frazione collinare e si trova a 174 metri sul livello del mare, a circa 5 km da San Vincenzo.
Il paese è posto in posizione climatica particolarmente favorevole, con il Mar Ligure di fronte e circondato da una ricca e folta macchia mediterranea composta in gran parte da roverella, leccio, cerro, sughera, corbezzolo, alaterno e olmo.
Nell'immediate vicinanze dell'abitato si trova il Monte Calvi, il più alto della provincia di Livorno (per quanto riguarda il territorio continentale) con i suoi 646 m s.l.m.; sul monte si concentrano numerose specie di orchidee spontanee .
Di particolare rilievo sono diventate due produzioni agricole di estrema peculiarità e tipicità toscane: il vino, olio d'oliva.

## Storia
L'odierna San Carlo, il cui toponimo è relativamente recente (1872), e il suo territorio, hanno origini molto antiche; infatti la presenza umana su queste zone collinari è registrata dal paelolitico e dal tempo degli Etruschi, sino al periodo medievale con l'insediamento della Rocca di Biserno.
Con le invasioni dei Longobardi in Italia, venne costruito sulla collina dominante il mare il Castello di Biserno (in prossimità delle odierne cave Solvay), che con l'avvento degli Imperatori Germanici passò sotto il controllo dei conti della Gherardesca.
Nel 1304 il castello di Biserno fu parzialmente distrutto a causa di contrasti di potere all'interno della famiglia pisana dei della Gherardesca. La Repubblica di Pisa costruì la torre costiera, dando vita alla nuova comunità di San Vincenzo, realizzandovi anche una dogana e un pontile di carico.
Con l'abbandono della Rocca di Biserno la zona non ha più registrato abitati permanenti, ma solo temporanei per lo sfruttamenteo dei numerosi metalli presenti in zona, oppure per attività di transumanza provenienti dall'appennino tosco-emiliano.
Nel XV secolo i territori collinari della frazione e della Torre di San Vincenzo, come il resto dei possedimenti della repubblica pisana, passarono sotto il controllo dei fiorentini e sotto l'amministrazione del comune di Campiglia.
Nel 1922 l'azienda belga Solvay si insediò a San Carlo per sfruttare i giacimenti naturali di calcare al fine di approvvigionare l'impianto industriale di Rosignano Solvay e creando una vera e propria economia locale basata sull'estrazione mineraria, così che San Carlo iniziò ad assumere la fisionomia moderna.
Fino al 1950 circa, l'azienda realizzò un piano di costruzioni per gli operai della cava: case, appartamenti, la colonia montana e il cinema.
Il cambiamento delle tecniche estrattive da manuali a meccaniche, comportò la riduzione dei minatori nelle cave, con il conseguente abbandono degli abitanti del borgo di San Carlo.
Nel corso degli ultimi decenni del Novecento, San Carlo sviluppò una innata vocazione turistica, grazie a una natura e un paesaggio unici, che insieme alla riscoperta dell'agricoltura divennero il motore di sviluppo.
La frazione di San Carlo già facente parte del comune di Campiglia Marittima è passata al comune di San Vincenzo con la costituzione di quest'ultimo nel 1949.

## Monumenti e luoghi d'interesse
- Chiesa di Santa Barbara.